# Azjatozaur
Azjatozaur (Asiatosaurus) – dwunożny, roślinożerny dinozaur z grupy zauropodów (Sauropoda) o bliżej niesprecyzowanej pozycji systematycznej; jego nazwa znaczy "jaszczur z Azji".
Żył w epoce wczesnej kredy (ok. 140-100 mln lat temu) na terenach Azji. Długość ciała ok. 15 m, masa ok. 2 t. Jego szczątki znaleziono w Chinach i w Mongolii.
Gatunki azjatozaura:
- Asiatosaurus kwangshiensis (Hou, Yeh i Zhao, 1975)
- Asiatosaurus mongoliensis (Osborn, 1924)